# Brunain la vache au prêtre
Brunain la vache au prêtre è un fabliau di Jean Bodel, scritto intorno al XII secolo.

## Trama
Un prete, durante un sua predica, racconta ai suoi parrocchiani che Dio restituisce il doppio di quello che noi gli offriamo, “[...] diceva che è bene elargire al Buon Dio e che egli restituisce sempre il doppio a chi dona di buon cuore”. Un contadino e sua moglie, avendo sentito queste parole, decidono di regalare la loro unica mucca, chiamata Blérain, al prete, nella speranza che presto ne ricevano due. Avido e corrotto, il prete accetta di buon grado e decide di legare immediatamente, affinché la vacca del contadino non scappi, il lombo di Blérain a quello della sua stessa mucca, chiamata Brunain. Tuttavia, durante la notte, la mucca Blérain tira la corda con cui è attaccata al suo altro simile, che dunque non ha altra scelta che seguirla. Il racconto si conclude con entrambe le vacche che arrivano davanti alla casa del contadino, ora ben felice di avere due mucche come il prete gli aveva promesso.

## Analisi
Questo fabliau illustra molto bene il meccanismo con cui funzionava la commedia durante il secolo XII e XIII. Il racconto si basa invero su un episodio preciso del vangelo di Marco. Infatti, quando il prete racconta ai due parrocchiani: “[...] che è bene elargire al Buon Dio e che egli restituisce sempre il doppio a chi dona di buon cuore", l'autore cita implicitamente un passo del suddetto vangelo: "Pietro allora prese a dirgli: «Ecco, noi abbiamo lasciato tutto e ti abbiamo seguito». Gesù gli rispose: «In verità io vi dico: non c'è nessuno che abbia lasciato casa o fratelli o sorelle o madre o padre o figli o campi per causa mia e per causa del Vangelo, che non riceva già ora, in questo tempo, cento volte tanto in case e fratelli e sorelle e madri e figli e campi, insieme a persecuzioni, e la vita eterna nel tempo che verrà. Molti dei primi saranno ultimi e gli ultimi saranno primi. [...] »". Nello fabliau, infatti, sia il predicatore sia i contadini interpretano in modo letterale quella che invece è stata concepita come un'espressione figurata. Il mal interpretare i testi sacri è quasi un topos nei favolelli francesi, tant'è che possiamo ritrovarlo quasi uguale anche in un'altra novella: La vieille qui graissa la patte au chevalier, nella quale una donna ingenua male interpreta l'espressione figurata "ungere le mani di qualcuno", cioè corrompere qualcuno.
Non a caso, lo scopo dei fabliau non è quello di impartire un messaggio religioso, ma è quello di far divertire prendendosi gioco di alcuni personaggi tipici: la donna ingenua, il contadino fortunato, il prete avido e altri.